# Лющик (Бежаницкий район)
Лющик — деревня в Бежаницком районе Псковской области России. Административный центр  Лющикской волости.

## География
Расположена на северной окраине райцентра пгт Бежаницы.

## Население
| 2001 | 2002 | 2010 |
| ---- | ---- | ---- |
| 718  | ↘681 | ↘599 |

Численность население деревни по оценке на начало 2001 года составляла 718 жителей.